# Parti populaire évangélique
Pour les articles homonymes, voir EVP (homonymie).
Le Parti populaire évangélique (Evangelische Volkspartij, EVP) est un ancien parti politique néerlandais ayant existé entre 1981 et 1990.

## Histoire
Le Parti populaire évangélique est fondé en 1981 par d'anciens militants des tendances progressistes de l'Appel démocrate-chrétien et par des adhérents du Parti progressiste évangélique, lui-même issu du Parti antirévolutionnaire.
Obtenant un siège aux élections générales de 1982, l'EVP se divise sur la question des accords électoraux, entre une aile gauche désireuse d'alliance avec le Parti communiste des Pays-Bas, le Parti socialiste pacifiste et le Parti politique des radicaux qui constituent l'Accord progressiste vert à l'occasion des élections européennes de 1984, et une aile centriste réticente à l'idée d'une union avec le Parti communiste.
Finalement, l'échec de l'EVP aux élections de 1986 précipite le mouvement et le parti fusionne avec les trois autres partis au sein de la Gauche verte le 24 novembre 1990.